# Епіктет
Епі́ктет (близько 50 — близько 140) — давньогрецький філософ-стоїк. Епіктет — прізвисько раба, що перекладається з грецької мови як Придбаний. Справжнє ім'я філософа невідоме.

## Біографія

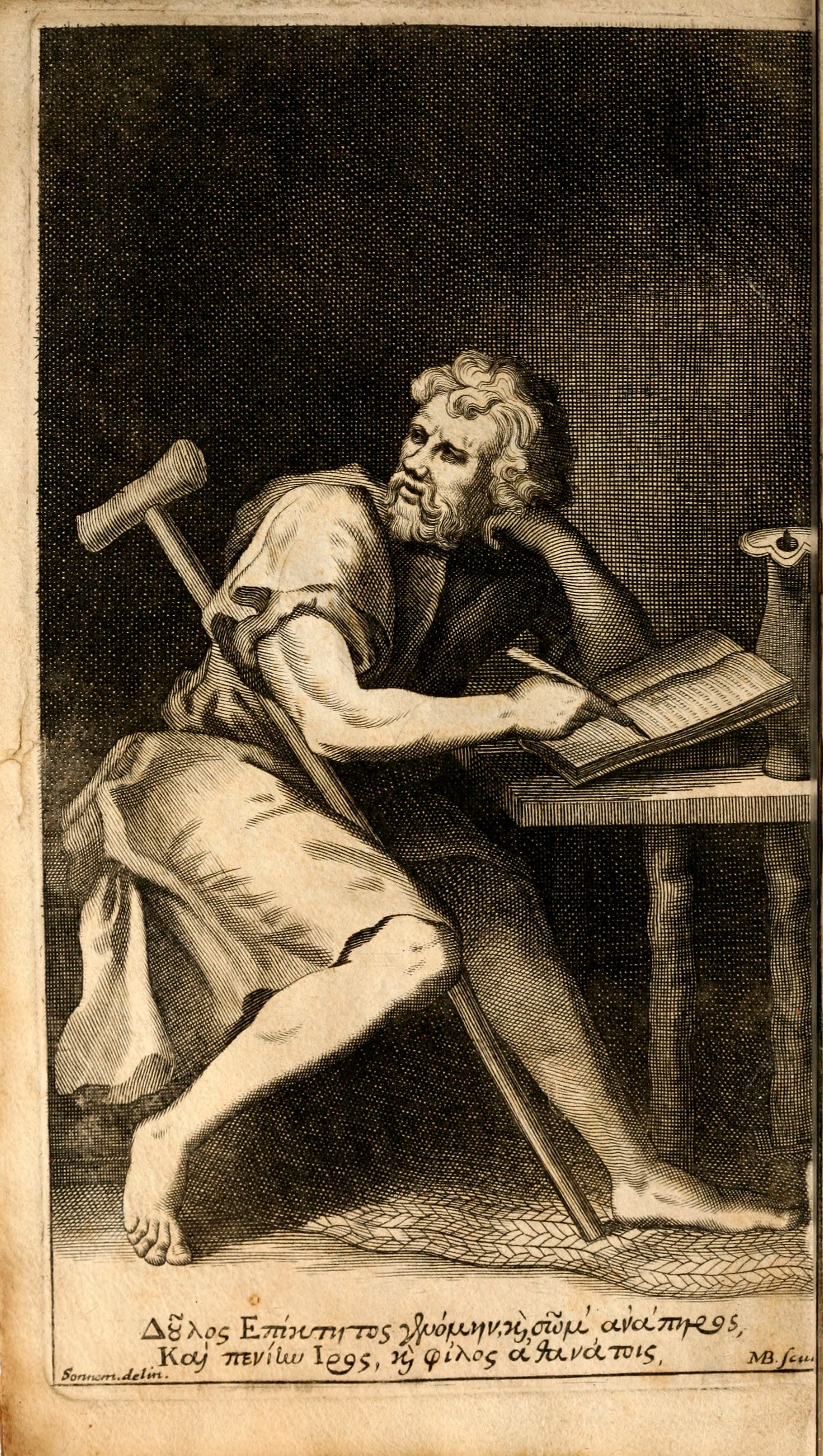
Епіктет

Епіктет був рабом одного з фаворитів римського імператора Нерона. Пізніше відпущений на волю. Слухав лекції стоїка Мусонія Руфа. Після того як в 89 році Доміціан вигнав із Риму філософів, Епіктет оселився в Нікополі (Епір) в 94 році. На вулицях Нікополя розповсюджував мораль стоїцизму за прикладом Сократа через бесіди і суперечки. Після себе письмових робіт не залишив, його філософські промови збереглися завдяки записам його учня Флавія Арріана. Епіктет жив у крайній бідності.

## Філософські погляди
У Епіктета, навіть більше ніж у Сенеки, практична етика стає головним предметом діяльності. Фізика, в якій грецькі стоїки, а також епікурійці бачили основу етики, відіграє, на його думку, незначну роль, а те, що залишається від неї, наближене до богослов'я.
В центрі філософських поглядів Епіктета — розробка моральних принципів, які б допомогли людині за будь-яких обставин, багатства, злиднів, влади або рабства, зберегти внутрішню незалежність від цих обставин і духовну свободу. Для цього, вважає Епіктет, людина повинна розділити усі речі і обставини на залежні від неї і незалежні. У першому разі мужньо виконувати свій обов'язок, решту — ігнорувати.
У вченні про людину посилюється протилежність душі і тіла. Сутність блаженства він бачить тільки у людський волі. Зневажливе відношення до родини і держави наближує Епіктета до кініків. Мораль Епіктета близька до християнських проповідей.